# UK Open 2023
De Cazoo UK Open was de eenentwintigste editie van het UK Open Darts. Het toernooi werd gehouden van 3 t/m 5 maart 2023 in Minehead. Het toernooi heeft "de FA Cup van het darts" als bijnaam, vanwege de willekeurige loting die na elke ronde plaatsvindt tot de finale. Danny Noppert was de titelverdediger. Hij won in de finale van 2022 met 11-10 van Michael Smith. De finale van deze editie ging tussen Andrew Gilding en Michael van Gerwen, waarbij Gilding uiteindelijk met 11-10 wist te winnen.

## Prijzengeld
Het totale prijzengeld werd ten opzichte van een jaar eerder met een derde verhoogd tot £ 600.000.
| Plaats (aantal spelers) | Plaats (aantal spelers) | Prijzengeld (Totaal: £ 600.000) |
| ----------------------- | ----------------------- | ------------------------------- |
| Winnaar                 | (1)                     | £ 110.000                       |
| Runner-up               | (1)                     | £ 50.000                        |
| Halvefinalist           | (2)                     | £ 30.000                        |
| Kwartfinalist           | (4)                     | £ 15.000                        |
| Laatste 16              | (8)                     | £ 10.000                        |
| Laatste 32              | (16)                    | £ 5.000                         |
| Laatste 64              | (32)                    | £ 2.500                         |
| Laatste 96              | (32)                    | £ 1.500                         |
| Laatste 128             | (32)                    | £ 1.000                         |
| Laatste 160             | (32)                    | nb.                             |

## Format
De 160 deelnemers namen stapsgewijs deel aan de competitie, met 64 spelers in de eerste ronde. De matchwinnaars hiervan sluitten zich aan bij de 32 spelers in de tweede en derde ronde om de laatste 64 spelers over te houden in de vierde ronde.
- Er werden geen spelers geplaatst.
- Na afloop van de derde ronde werd er willekeurig geloot voor elk van de volgende rondes.
- De wedstrijden in de eerste, tweede en derde ronde werden gespeeld over een "best of 11 legs".
- De wedstrijden in de vierde, vijfde, zesde ronde en kwartfinales werden gespeeld over een "best of 19 legs".
- De wedstrijden in de halve finales en finale werden gespeeld over een "best of 21 legs".
- Voor de wedstrijden in de eerste, tweede, derde en vierde ronde werden acht borden gebruikt.
- Voor de wedstrijden in de vijfde ronde werden vier borden gebruikt.
- Voor de wedstrijden in de zesde ronde werden twee borden gebruikt.
- Voor de wedstrijden in kwartfinales, halve finales en finale werd één bord gebruikt.

## Plaatsing
De 128 Tour Card-houders hadden een gespreide deelname op basis van hun plaats op de wereldranglijst op 27 februari 2023. Ze werden vergezeld door de top 8 spelers van elk van de 2022 Challenge & Development Tour Orders of Merit, en door de winnaars van 16 amateurkwalificatie-evenementen georganiseerd door Rileys Sports Bars.
Het deelnemersveld werd bevestigd op 27 februari. Corey Cadby en Christian Perez namen niet deel wegens visumproblemen. Er werden twee byes voorzien in de eerste ronde. David Pallett besloot niet deel te nemen en werd vervangen door Lukas Wenig.

### PDC Order of Merit 1-32
De nummers 1 t/m 32 van de PDC Order of Merit stroomden in de vierde ronde in. Er werd geloot en spelers werden dus niet geplaatst.
| 1. Michael Smith 2. Peter Wright 3. Michael van Gerwen 4. Gerwyn Price 5. Luke Humphries 6. Rob Cross 7. Jonny Clayton 8. Danny Noppert | 1. James Wade 2. Nathan Aspinall 3. Dimitri Van den Bergh 4. Dirk van Duijvenbode 5. Joe Cullen 6. Ryan Searle 7. José de Sousa 8. Dave Chisnall | 1. Damon Heta 2. Ross Smith 3. Gabriel Clemens 4. Krzysztof Ratajski 5. Chris Dobey 6. Stephen Bunting 7. Gary Anderson 8. Callan Rydz | 1. Brendan Dolan 2. Daryl Gurney 3. Martin Schindler 4. Kim Huybrechts 5. Mervyn King 6. Vincent van der Voort 7. Raymond van Barneveld 8. Alan Soutar |

### PDC Order of Merit 33-64
De nummers 33 t/m 64 van de PDC Order of Merit stroomden in de derde ronde in.
| 1. Mensur Suljović 2. Madars Razma 3. Adrian Lewis 4. Josh Rock 5. Simon Whitlock 6. William O'Connor 7. Martin Lukeman 8. Martijn Kleermaker | 1. Andrew Gilding 2. Keane Barry 3. Ryan Joyce 4. Ian White 5. Ritchie Edhouse 6. Ryan Meikle 7. Jermaine Wattimena 8. Luke Woodhouse | 1. Ricky Evans 2. Jamie Hughes 3. Florian Hempel 4. Steve Beaton 5. Rowby-John Rodriguez 6. Mike De Decker 7. Boris Krčmar 8. Darius Labanauskas | 1. Jim Williams 2. Scott Williams 3. Lewis Williams 4. Steve Lennon 5. Devon Petersen 6. Adam Gawlas 7. Joe Murnan 8. Jeff Smith |

### PDC Order of Merit 65-96
De nummers 65 t/m 96 van de PDC Order of Merit stroomden in de tweede ronde in.
| 1. Matt Campbell 2. Danny Jansen 3. Cameron Menzies 4. Nathan Rafferty 5. Mickey Mansell 6. John O'Shea 7. Scott Waites 8. Mario Vandenbogaerde | 1. Kevin Doets 2. Ted Evetts 3. Jimmy Hendriks 4. Ricardo Pietreczko 5. José Justicia 6. Richie Burnett 7. Krzysztof Kciuk 8. Connor Scutt | 1. Brian Raman 2. Bradley Brooks 3. James Wilson 4. Radosław Szagański 5. Rusty-Jake Rodriguez 6. Shaun Wilkinson 7. George Killington 8. Luc Peters | 1. Tony Martinez 2. Ross Montgomery 3. Damian Mol 4. Jamie Clark 5. Jules van Dongen 6. Kevin Burness 7. Richard Veenstra 8. Keegan Brown |

### PDC Order of Merit 97-128
De nummers 97 t/m 128 van de PDC Order of Merit startten in de eerste ronde.
| 1. Darren Webster 2. Nick Fullwell 3. Dylan Slevin 4. Niels Zonneveld 5. Vladimir Andersen 6. Maik Kuivenhoven 7. Arron Monk 8. Graham Usher | 1. Jeffrey Sparidaans 2. Gian van Veen 3. Stephen Burton 4. Robbie Knops 5. Jeffrey de Zwaan 6. Josh Payne 7. Geert Nentjes 8. Pascal Rupprecht | 1. Robert Owen 2. Adam Warner 3. Nick Kenny 4. Jurjen van der Velde 5. Daniel Klose 6. Graham Hall 7. Adam Smith-Neale 8. Ronny Huybrechts | 1. Karel Sedláček 2. Lee Evans 3. Owen Roelofs 4. Danny van Trijp 5. Corey Cadby 6. Callum Goffin 7. Jacques Labre 8. Christian Perez |

### PDC Development Tour Qualifiers
De acht hoogst gerangschikte spelers uit de Development Tour 2022 zonder een tourkaart startten in de eerste ronde.
| 1. Nathan Girvan 2. Sebastian Białecki 3. Conor Heneghan 4. Jarred Cole | 1. Jitse van der Wal 2. Joshua Richardson 3. Christopher Holt 4. Dom Taylor |

### PDC Challenge Tour Qualifiers
De acht hoogst gerangschikte spelers uit de Challenge Tour 2022 zonder een tourkaart startten in de eerste ronde. David Pallett besloot niet mee te doen, zodoende mocht Lukas Wenig zijn plek innemen.
| 1. Thibault Tricole 2. David Pallett 3. Christian Kist 4. Kenny Neyens 5. Jim McEwan | 1. Andy Jenkins 2. Michael Flynn 3. Jelle Klaasen 4. Lukas Wenig |

### Amateur Qualifiers
Zestien spelers van de kwalificatiewedstrijden georganiseerd door Rileys Sports Bars, die gehouden werden gedurende januari en februari 2023, kwalificeerden zich voor de eerste ronde. Deelname aan deze toernooien stond open voor alle spelers die zich niet via een andere methode hadden gekwalificeerd, ongeacht de PDC-lidmaatschapsstatus.
| 1. Thomas Banks 2. Brett Claydon 3. Gary Davey 4. Noel Grant | 1. Lewis Gurney 2. Harry Lane 3. Danny Lauby 4. Daniel Lee | 1. Luke Littler 2. Callum Loose 3. Jim Moston 4. Darryl Pilgrim | 1. Dan Read 2. James Richardson 3. Stuart White 4. Jonathan Wynn |

## Wedstrijden

### Vrijdag 3 maart

#### Eerste ronde (laatste 160)
In de eerste ronde werd er gespeeld over 11 legs. De eerste speler die aan 6 gewonnen legs kwam, won de partij. Thomas Banks en Ronny Huybrechts werden vrijgeloot in de eerste ronde.
| Speler                       | Uitslag | Speler                    |  | Speler                     | Uitslag | Speler                     |
| ---------------------------- | ------- | ------------------------- |  | -------------------------- | ------- | -------------------------- |
| Luke Littler (93.94)         | 6 – 0   | Nick Fullwell (75.16)     |  | Jelle Klaasen (92.62)      | 6 – 2   | Josh Payne (91.59)         |
| Gian van Veen                | 6 – 4   | Robert Owen               |  | James Richardson           | 6 – 4   | Thibault Tricole           |
| Lukas Wenig (88.62)          | 3 – 6   | Jeffrey de Zwaan (94.04)  |  | Sebastian Białecki (79.59) | 4 – 6   | Joshua Richardson (82.70)  |
| Jurjen van der Velde (96.69) | 6 – 4   | Brett Claydon (96.72)     |  | Geert Nentjes (95.48)      | 6 – 5   | Christian Kist (97.02)     |
| Arron Monk (84.72)           | 6 – 5   | Vladimir Andersen (81.37) |  | Dan Read (84.53)           | 6 – 5   | Callum Loose (77.68)       |
| Conor Heneghan (93.12)       | 6 – 2   | Daniel Lee (89.43)        |  | Graham Hall (86.19)        | 6 – 4   | Jeffrey Sparidaans (79.30) |
| Jacques Labre (88.90)        | 3 – 6   | Daniel Klose (87.70)      |  | Karel Sedláček (91.82)     | 6 – 2   | Harry Lane (88.19)         |
| Andy Jenkins (87.61)         | 2 – 6   | Adam Warner (91.62)       |  | Noel Grant (82.91)         | 4 – 6   | Graham Usher (89.83)       |
| Nathan Girvan (85.53)        | 2 – 6   | Niels Zonneveld (96.37)   |  | Michael Flynn (90.45)      | 6 – 4   | Jonathan Wynn (84.09)      |
| Callum Goffin (80.91)        | 2 – 6   | Robbie Knops (82.83)      |  | Pascal Rupprecht (93.16)   | 5 – 6   | Nick Kenny (86.97)         |
| Jarred Cole (80.56)          | 5 – 6   | Jitse van der Wal (83.21) |  | Jim McEwan (92.87)         | 6 – 1   | Danny Lauby (88.97)        |
| Jim Moston (88.59)           | 6 – 4   | Kenny Neyens (81.94)      |  | Dylan Slevin (94.93)       | 6 – 0   | Maik Kuivenhoven (73.17)   |
| Gary Davey (94.47)           | 6 – 4   | Lee Evans (85.95)         |  | Danny van Trijp (92.59)    | 3 – 6   | Christopher Holt (82.64)   |
| Dom Taylor (90.48)           | 4 – 6   | Darren Webster (87.52)    |  | Lewis Gurney (91.04)       | 6 – 5   | Darryl Pilgrim (102.14)    |
| Stuart White (80.54)         | 3 – 6   | Owen Roelofs (87.44)      |  | Stephen Burton (83.71)     | 6 – 5   | Adam Smith-Neale (83.17)   |
| Ronny Huybrechts             | Bye     |                           |  | Thomas Banks               | Bye     |                            |

#### Tweede ronde (laatste 128)
In de tweede ronde werd er gespeeld over 11 legs. De eerste speler die aan 6 gewonnen legs kwam, won de partij. 
| Speler                       | Uitslag | Speler                    |  | Speler                       | Uitslag | Speler                       |
| ---------------------------- | ------- | ------------------------- |  | ---------------------------- | ------- | ---------------------------- |
| Danny Jansen (84.75)         | 6 – 4   | Bradley Brooks (82.76)    |  | Connor Scutt (91.51)         | 6 – 3   | Jimmy Hendriks (94.38)       |
| James Richardson (81.98)     | 2 – 6   | Richie Burnett (92.09)    |  | Keegan Brown (92.48)         | 3 – 6   | Niels Zonneveld (98.42)      |
| Jules van Dongen (85.92)     | 4 – 6   | Kevin Doets (89.72)       |  | Rusty-Jake Rodriguez (88.03) | 2 – 6   | Luke Littler (96.69)         |
| Matt Campbell (77.82)        | 6 – 4   | Christopher Holt (77.08)  |  | Daniel Klose (91.79)         | 3 – 6   | Mario Vandenbogaerde (96.18) |
| José Justicia (99.04)        | 4 – 6   | Mickey Mansell (95.09)    |  | Cameron Menzies (99.08)      | 6 – 2   | Jim Moston (89.70)           |
| Ted Evetts (88.79)           | 6 – 2   | Jim McEwan (79.27)        |  | Lewis Gurney (85.47)         | 6 – 5   | Stephen Burton (86.91)       |
| Luc Peters (65.66)           | 0 – 6   | James Wilson (77.08)      |  | Damian Mol (83.98)           | 6 – 4   | Gary Davey (79.15)           |
| Dan Read (90.84)             | 6 – 4   | Brian Raman (92.46)       |  | Joshua Richardson (81.43)    | 3 – 6   | Owen Roelofs (91.79)         |
| Richard Veenstra (104.02)    | 6 – 1   | Jamie Clark (88.85)       |  | Darren Webster (92.51)       | 6 – 5   | Tony Martinez (89.49)        |
| Conor Heneghan (87.22)       | 6 – 5   | Nick Kenny (94.48)        |  | Graham Hall (83.31)          | 3 – 6   | Thomas Banks (85.34)         |
| Kevin Burness (91.85)        | 2 – 6   | Nathan Rafferty (93.34)   |  | Graham Usher (93.55)         | 6 – 5   | John O'Shea (83.95)          |
| Jeffrey de Zwaan (90.78)     | 6 – 3   | Geert Nentjes (90.45)     |  | Jelle Klaasen (94.54)        | 6 – 1   | Ricardo Pietreczko (76.89)   |
| Radosław Szagański (86.92)   | 6 – 3   | Krzysztof Kciuk (84.61)   |  | Gian van Veen (100.67)       | 6 – 5   | Scott Waites (89.80)         |
| Jurjen van der Velde (91.65) | 6 – 4   | Ronny Huybrechts (93.91)  |  | Michael Flynn (98.29)        | 1 – 6   | Karel Sedláček (107.56)      |
| Ross Montgomery (86.55)      | 6 – 5   | Adam Warner (80.59)       |  | Dylan Slevin (93.64)         | 6 – 4   | Shaun Wilkinson (84.18)      |
| Jitse van der Wal (69.51)    | 1 – 6   | George Killington (81.91) |  | Arron Monk (87.77)           | 0 – 6   | Robbie Knops (94.93)         |

#### Derde ronde (laatste 96)
In de derde ronde werd er gespeeld over 11 legs. De eerste speler die aan 6 gewonnen legs kwam, won de partij.
| Speler                       | Uitslag | Speler                       |  | Speler                   | Uitslag | Speler                       |
| ---------------------------- | ------- | ---------------------------- |  | ------------------------ | ------- | ---------------------------- |
| Adrian Lewis (96.97)         | 6 – 0   | Joe Murnan (87.10)           |  | Josh Rock (90.51)        | 2 – 6   | Luke Woodhouse (103.30)      |
| Ross Montgomery (90.71)      | 3 – 6   | Simon Whitlock (89.63)       |  | Florian Hempel (89.98)   | 6 – 3   | Jamie Hughes (89.70)         |
| Boris Krčmar (89.34)         | 4 – 6   | Jermaine Wattimena (89.82)   |  | Steve Beaton (88.00)     | 6 – 4   | Connor Scutt (88.03)         |
| Scott Williams (90.09)       | 5 – 6   | Jelle Klaasen (98.27)        |  | William O'Connor (99.97) | 6 – 2   | Devon Petersen (90.34)       |
| Lewis Williams (85.29)       | 1 – 6   | Danny Jansen (96.31)         |  | Kevin Doets (90.19)      | 6 – 3   | Radosław Szagański (84.24)   |
| Mario Vandenbogaerde (99.02) | 4 – 6   | Adam Gawlas (97.65)          |  | Luke Littler (93.57)     | 6 – 5   | Ritchie Edhouse (90.38)      |
| Ryan Joyce (90.85)           | 5 – 6   | Mike De Decker (96.47)       |  | Cameron Menzies (94.24)  | 2 – 6   | Ian White (98.58)            |
| Jim Williams (102.36)        | 6 – 3   | Gian van Veen (101.68)       |  | Dylan Slevin (84.35)     | 6 – 2   | Robbie Knops (75.00)         |
| Martijn Kleermaker (93.02)   | 6 – 4   | Steve Lennon (91.10)         |  | Martin Lukeman (90.14)   | 6 – 4   | Dan Read (86.46)             |
| Madars Razma (90.05)         | 5 – 6   | George Killington (84.19)    |  | Richie Burnett (93.05)   | 6 – 1   | Jurjen van der Velde (66.44) |
| Mensur Suljović (89.82)      | 6 – 3   | Mickey Mansell (79.10)       |  | Keane Barry (87.91)      | 6 – 3   | Damian Mol (84.08)           |
| Jeff Smith (90.39)           | 1 – 6   | Matt Campbell (92.44)        |  | Karel Sedláček (86.28)   | 6 – 1   | Lewis Gurney (82.74)         |
| Ryan Meikle (86.98)          | 5 – 6   | Nathan Rafferty (91.62)      |  | Andrew Gilding (94.75)   | 6 – 2   | Darren Webster (92.53)       |
| Niels Zonneveld (90.29)      | 3 – 6   | Darius Labanauskas (87.55)   |  | Ted Evetts (90.79)       | 6 – 3   | Owen Roelofs (87.28)         |
| Richard Veenstra (93.79)     | 2 – 6   | Rowby-John Rodriguez (92.42) |  | Ricky Evans (89.61)      | 6 – 5   | Graham Usher (92.48)         |
| Jeffrey de Zwaan (87.30)     | 6 – 5   | James Wilson (86.81)         |  | Thomas Banks (81.35)     | 6 – 2   | Conor Heneghan (76.94)       |

#### Vierde ronde (laatste 64)
In de vierde ronde werd er gespeeld over 19 legs. De eerste speler die aan 10 gewonnen legs kwam, won de partij.
| Speler                        | Uitslag | Speler                     |  | Speler                        | Uitslag | Speler                       |
| ----------------------------- | ------- | -------------------------- |  | ----------------------------- | ------- | ---------------------------- |
| Darius Labanauskas (90.36)    | 8 – 10  | José de Sousa (91.36)      |  | Luke Woodhouse (102.83)       | 10 – 2  | Jelle Klaasen (93.32)        |
| George Killington (96.70)     | 6 – 10  | Martijn Kleermaker (93.72) |  | Mensur Suljović (93.03)       | 4 – 10  | Karel Sedláček (93.69)       |
| Adam Gawlas (97.00)           | 10 – 8  | Luke Littler (100.20)      |  | James Wade (96.41)            | 8 – 10  | Gary Anderson (104.88)       |
| Matt Campbell (92.22)         | 4 – 10  | Adrian Lewis (102.61)      |  | Michael van Gerwen (98.14)    | 10 – 8  | Dave Chisnall (94.65)        |
| William O'Connor (97.20)      | 10 – 1  | Jermaine Wattimena (89.50) |  | Gerwyn Price (103.40)         | 10 – 3  | Thomas Banks (90.75)         |
| Luke Humphries (95.34)        | 10 – 9  | Damon Heta (94.73)         |  | Krzysztof Ratajski (98.49)    | 8 – 10  | Dirk van Duijvenbode (92.93) |
| Raymond van Barneveld (92.10) | 9 – 10  | Rob Cross (99.23)          |  | Jeffrey de Zwaan (90.96)      | 10 – 9  | Danny Jansen (86.44)         |
| Mervyn King (90.41)           | 10 – 7  | Keane Barry (92.43)        |  | Nathan Rafferty (90.68)       | 8 – 10  | Ted Evetts (89.15)           |
| Martin Schindler (95.80)      | 10 – 7  | Simon Whitlock (92.53)     |  | Kim Huybrechts (86.55)        | 10 – 8  | Mike De Decker (87.15)       |
| Dylan Slevin (87.94)          | 7 – 10  | Joe Cullen (97.11)         |  | Danny Noppert (99.89)         | 10 – 8  | Jim Williams (99.85)         |
| Callan Rydz (99.01)           | 10 – 7  | Daryl Gurney (91.32)       |  | Dimitri Van den Bergh (99.75) | 10 – 5  | Gabriel Clemens (97.38)      |
| Kevin Doets (91.89)           | 10 – 9  | Martin Lukeman (91.81)     |  | Richie Burnett (79.95)        | 10 – 9  | Florian Hempel (82.57)       |
| Rowby-John Rodriguez (80.34)  | 4 – 10  | Steve Beaton (87.79)       |  | Vincent van der Voort (94.85) | 9 – 10  | Brendan Dolan (92.79)        |
| Michael Smith (101.19)        | 10 – 4  | Ian White (93.38)          |  | Stephen Bunting (92.92)       | 9 – 10  | Peter Wright (96.45)         |
| Alan Soutar (96.37)           | 9 – 10  | Nathan Aspinall (99.65)    |  | Ryan Searle (94.76)           | 6 – 10  | Chris Dobey (102.19)         |
| Ricky Evans (89.38)           | 5 – 10  | Andrew Gilding (99.68)     |  | Ross Smith (96.76)            | 9 – 10  | Jonny Clayton (94.79)        |

### Zaterdag 4 maart

#### Vijfde ronde (laatste 32)
In de vijfde ronde werd er gespeeld over 19 legs. De eerste speler die aan 10 gewonnen legs kwam, won de partij.
| Speler                       | Uitslag | Speler                    |  | Speler                     | Uitslag | Speler                        |
| ---------------------------- | ------- | ------------------------- |  | -------------------------- | ------- | ----------------------------- |
| Michael Smith (96.37)        | 9 – 10  | Luke Humphries (99.66)    |  | Kim Huybrechts (86.87)     | 2 – 10  | Gary Anderson (93.54)         |
| William O'Connor (100.85)    | 10 – 9  | Danny Noppert (99.21)     |  | Richie Burnett (87.98)     | 10 – 9  | Ted Evetts (87.77)            |
| Gerwyn Price (101.49)        | 8 – 10  | Jeffrey de Zwaan (105.20) |  | Peter Wright (92.03)       | 10 – 8  | Callan Rydz (93.11)           |
| Joe Cullen (95.35)           | 10 – 5  | Karel Sedláček (92.06)    |  | Chris Dobey (96.10)        | 6 – 10  | Brendan Dolan (94.83)         |
| Adrian Lewis (96.29)         | 5 – 10  | Martin Schindler (101.24) |  | Jonny Clayton (96.60)      | 10 – 3  | José de Sousa (93.72)         |
| Steve Beaton (87.34)         | 3 – 10  | Rob Cross (101.54)        |  | Adam Gawlas (87.24)        | 10 – 8  | Kevin Doets (84.46)           |
| Dirk van Duijvenbode (98.04) | 8 – 10  | Nathan Aspinall (95.32)   |  | Mervyn King (92.01)        | 8 – 10  | Dimitri Van den Bergh (95.24) |
| Luke Woodhouse (91.89)       | 5 – 10  | Andrew Gilding (90.89)    |  | Martijn Kleermaker (90.91) | 6 – 10  | Michael van Gerwen (98.15)    |

#### Zesde ronde (laatste 16)
In de zesde ronde werd er gespeeld over 19 legs. De eerste speler die aan 10 gewonnen legs kwam, won de partij.
| Speler                      | Uitslag | Speler                        |  | Speler                   | Uitslag | Speler                 |
| --------------------------- | ------- | ----------------------------- |  | ------------------------ | ------- | ---------------------- |
| Michael van Gerwen (103.98) | 10 – 4  | Luke Humphries (97.05)        |  | Peter Wright (94.89)     | 8 – 10  | Richie Burnett (86.96) |
| Jonny Clayton (94.47)       | 8 – 10  | Martin Schindler (94.42)      |  | Jeffrey de Zwaan (95.42) | 7 – 10  | Rob Cross (95.76)      |
| Gary Anderson (99.23)       | 8 – 10  | Dimitri Van den Bergh (97.45) |  | Brendan Dolan (87.49)    | 8 – 10  | Andrew Gilding (88.82) |
| William O'Connor (96.65)    | 3 – 10  | Adam Gawlas (99.61)           |  | Nathan Aspinall (93.42)  | 10 – 2  | Joe Cullen (87.16)     |

### Zondag 5 maart

#### Kwartfinale
In de kwartfinale werd er gespeeld over 19 legs. De eerste speler die aan 10 gewonnen legs kwam, won de partij.
| Speler                     | Uitslag | Speler                        |
| -------------------------- | ------- | ----------------------------- |
| Andrew Gilding (93.90)     | 10 – 4  | Martin Schindler (87.87)      |
| Michael van Gerwen (99.62) | 10 – 6  | Nathan Aspinall (98.16)       |
| Rob Cross (92.17)          | 8 – 10  | Adam Gawlas (96.54)           |
| Richie Burnett (83.85)     | 2 – 10  | Dimitri Van den Bergh (93.75) |

#### Halve finale en finale
|  | Halve finale (best of 21 legs) | Halve finale (best of 21 legs) |  |                            | Finale (best of 21 legs) | Finale (best of 21 legs) |
|  |                                |                                |  |                            |                          |                          |
|  |                                |                                |  |                            |                          |                          |
|  | Adam Gawlas (85.90)            | 6                              |  |                            |                          |                          |
|  | Andrew Gilding (95.86)         | 11                             |  |                            |                          |                          |
|  |                                |                                |  |                            | Andrew Gilding (95.46)   | 11                       |
|  |                                |                                |  | Michael van Gerwen (96.74) | 10                       |                          |
|  | Dimitri Van den Bergh (89.63)  | 6                              |  |                            |                          |                          |
|  | Michael van Gerwen (94.47)     | 11                             |  |                            |                          |                          |

## Bijzonderheden
- Steve Beaton en James Wade zijn de enige twee spelers die hebben deelgenomen aan elke UK Open sinds de start van het toernooi in 2003.[5]
- Maik Kuivenhoven, Geert Nentjes en Jimmy Hendriks zaten samen in een auto op weg naar het toernooi en raakten betrokken bij een aanrijding met een vrachtwagen. Het drietal spinde en sloeg over de kop, maar was wel in staat nadien te spelen.[6]

2003 · 2004 · 2005 · 2006 · 2007 · 2008 · 2009 · 2010 · 2011 · 2012 · 2013 · 2014 · 2015 · 2016 · 2017 · 2018 · 2019 · 2020 · 2021 · 2022 · 2023 · 2024 · 2025